# Les Lavandières (Robert)
Les Lavandières est un tableau du peintre Hubert Robert réalisé en 1757-1761 et conservé au Musée de Picardie à Amiens.

## Historique
Depuis le XIXe siècle, ce tableau était attribué à Fragonard et même considéré comme l'une des plus représentatives de son œuvre. En 1986, Jean-Pierre Cuzin, conservateur au département des peintures du musée du Louvre et spécialiste de Fragonard, a établi qu'il devait être attribué à Hubert Robert. Selon lui, la composition de la toile est étrangère à la manière de faire de Fragonard, par contre, l'aspect désinvolte de la scène, les éléments du décor : le lion qui fait référence aux fauves de l'escalier du capitole de Rome, la blanchisseuse figure à la fois galante et rustique se retrouvent fréquemment chez Hubert Robert qui mêle dans ses œuvres les éléments antiques et les tâches de la vie quotidienne.  
Cependant, il semble que Hubert Robert a été influencé par Fragonard qu'il a côtoyé lors de son séjour à Rome de 1756 à 1761, d'où certaines similitudes chez les deux peintres.

## Description
Le tableau représente deux lavandières qui au bas d'un escalier étendent des draps blancs sur une corde, dans un parc. Un lion, élément d'une statue-fontaine domine la scène. Au pied de l'escalier, à gauche, une statue se dresse tandis que celle de droite est brisée à la base.